# Aruba címere
Aruba címere egy ezüstszínű keret által négy részre osztott pajzs. Az első negyed kék színű, rajta egy aranyszínű aloé növény látható. A második mező aranyszínű, amelyen egy zöld szikla emelkedik hat kék és fehér hullám közül. A harmadik, szintén aranyszínű mezőn két vörös kéz fonódik össze, míg a negyedik negyed vörös színű, egy ezüstszínű kerékkel. A két oldalról babérágakkal övezett pajzs tetején vörös oroszlán pihen, a pajzsot övező ágakat alul szalag köti össze.
A címert az amszterdami "Atelier voor Heraldische Kunst" készítette és 1955. november 15. óta van használatban.